# آرثر الباكيان
آرثر إلباكيان (الأرمينية: Արթուր Էլբակյան؛ ولد 10 فبراير 1961)، هو الممثل الأرمني، المسرح، السينما، المخرج التلفزيوني، التلفزيون المضيف، المنتجة. وقد لعب إلبكيان أكثر من 30 أدوار قيادية ومؤلف ومجموعة من أكثر من 100 البرامج التلفزيونية.

## حياة مبكرة
ولد آرثر الباكيان في 10 فبراير 1961 في [[يريفان]، أرمينيا. في سن مبكرة بدأ الباكيان في لعب كرة القدم وسرعان ما حدد فريق كرة القدم الوطني للشباب أرمينيا إمكاناته وتلقى دعوة للانضمام إلى الفريق. ومع ذلك، فإن إصابة لإلبكيان وإصابة واحدة في حياته غيرت مساره المهني. في عام 1978 التقى الباكيان بهراشيا غابلانيان، فنان الشعب في اتحاد الجمهوريات الاشتراكية السوفياتية ومدير فني في مسرح سوندوكيان الأكاديمي في يريفان. بالنسبة لإلبكيان، كانت نقطة تحول في اختيار مهنته. دعت هراشيا غابلانيان إلباكيان فورًا للدراسة في مسرح استوديو التمثيل لمسرح دولة يريفان بعد غابرييل ساندوكيان كطالب في السنة الثانية. كان الباكيان مسجلاً في فنان الشعب التابع لقسم اتحاد الجمهوريات الاشتراكية السوفياتية خوران أبراهامايين. في عام 1980، تخرج الباكيان من الاستوديو، وأثناء عمله في التخرج، لعب دور زيمزيموف في مسرحية «بيبو» ساندوكيان

## مسرح
- 1980-1982 كان الباكيان الممثل الرئيسي لـ مسرح سوندوكيان الأكاديمي في يريفان.
- 1982-1984 - الممثل الرئيسي لـ مسرح يريفان التجريبي.
- 1984-1990 - ممثل رائد في مسرح يريفان للشباب المشاهد.
- 1985-1991 - درس في معهد يريفان للفنون الجميلة والمسرح، وتخصص في «إنتاج الفن» وحصل على لقب «المدير المسرحي».
- في عام 1985 حصل الباكيان على جائزة لينين كومسومول جائزة لإنجازات كبيرة في الفنون.
- في عام 1985 شارك الباكيان في الدورة الثانية عشرة ([مهرجان عالمي للشباب والطلاب]] كمندوب من أرمينيا. كان الباكيان حاملاً لعلم الشرف للوفد الأرمني.
- 1990 أسس البقيع مسرحه "13" حيث كان مديراً وممثلاً ومدير فني. كان أول رئيس لجمهورية أرمينيا ليفون تير- بتيروسيان حاضرا في حفل افتتاح المسرح "13".
- 1995-1996 - مع الفنانين الأرمن في أرمينيا جوزه مانوكيان، ليفون توكيسيان، فلاديمير مسيريان أرثر الباكيان أسس «مؤسسة المسرح».

## التلفزيون
- 1993-1995 - بدأ الباكيان هو جوستري ثياتر والاجتماعات البرامج التلفزيونية على قناة التلفزيون الوطنية في أرمينيا. وكان من بين ضيوف المعرض أول رئيس لأرمينيا ليفون تير-بيتروسيان، سياسي زوراب جفانيا، وهو أيضًا أزواج من المشاهير مثل جوهار غسباريان وتاجران ليفونيان وسيوزان مارغريان وهراشيا هاروتيونيان وابنتهم سيروشو.
- 1995-1996 - مع الفنانين الأرمن في أرمينيا جوزه مانوكيان، ليفون توكيسيان، فلاديمير مسيريان أرثر الباكيان أسس «مؤسسة المسرح».
- 1996-2000 - مؤسس مشارك، نائب رئيس أول قناة تلفزيونية مستقلة في أرمينيا "AR"، مؤلف ومذيع للعديد من العروض والأفلام الوثائقية، بما في ذلك «ليالي الجمعة التي لا أستطيع النوم»، «موعد».
- 1998 - منتج تنفيذي لمحطة إذاعية روحية «الإذاعة الأرمنية» في موسكو، روسيا.
- 1998-2000 - مراسلة خاصة لقناة التلفزيون الوطنية الأرمينية في موسكو، روسيا.

## أخرى
- 2002-2005 - مستشار لندن والعقارات الإقليمية في روسيا ورابطة الدول المستقلة.
- منذ عام 2005 وحتى الآن - مؤلف ومدير أفلام حول مختلف البلدان والمدن - إسرائيل، الولايات المتحدة الأمريكية، إيطاليا، لندن، باريس، برشلونة، إلخ.
- آرثر الباكيان عضو في اتحاد عمال المسرح بجمهورية أرمينيا منذ عام 1986.

## الروابط الخارجية
- https://web.archive.org/web/20140619140841/http://www.hraparak.am/news/view/4707.html
- http://www.aravot.am/2011/02/16/338464/
- http://7or.am/am/news/view/17255/
- https://web.archive.org/web/20140619141033/http://www.hraparak.am/news/view/5138.html
- Photo Flash: Arthur Elbakyan's New Paintings to Be Featured in MY INSANE SHAKESPEARE
- https://web.archive.org/web/20140619140624/http://www.hraparak.am/news/view/4970.html